# Gorna Suszica
Gorna Suszica (bułg. Горна Сушица) – wieś w Bułgarii, w obwodzie Błagojewgrad, w gminie Sandanski. Według Ujednoliconego Systemu Ewidencji Ludności oraz Usług Administracyjnych dla Ludności, miejscowość zamieszkuje 28 mieszkańców.

## Osoby związane z miejscowością
- Dinczo Bałkanski – bułgarski członek WMRO
- Goce Manołew (?–1924) – bułgarski członek WMRO
- Dimityr Apostołow (1882–1922) – bułgarski członek WMRO[2]